# Березовиков, Иван Петрович
Иван Петрович Березовиков (04.09.1929 — 25.05.2011) — заслуженный геолог РСФСР (1984), участник открытия урановых и флюоритовых месторождений.
Родился в селе Усть-Белое Алтайского края.
Окончил Семипалатинский геолого-разведочный техникум (1952). По распределению направлен в Читинское геологическое управление.
Принят в штат Приаргунской экспедиции, которая в 1955 году была включена в состав Аргунской комплексной партии и в 1960-м преобразована в Даурскую экспедицию. Она вела поиски и разведку месторождений флюорита, радиоактивных руд, полиметаллов, олова, угля, стройматериалов в Приаргунье.
Сначала работал в Арбуканской партии, в октябре 1953 г. был переведен старшим коллектором во вновь организованную Мациевскую партию. С 1959 младший геолог Аргунской комплексной партии.
В 1964—1986 старший, затем главный геолог Калангуйской геолого-разведочной партии Даурской экспедиции. С 1986 до ухода на пенсию в ноябре 1993 г. работал в Читинском геологическом управлении.
Участвовал в открытии и разведке Мало-Куладжинского, Уртуйского, Урулюнгуйского, Ново-Бугутурского, Абагайтуйского, Жетковского, Оцолуйского и других флюоритовых месторождений Восточного Забайкалья.
В 1958 г. вместе с М. А. Строгановым и В. Н. Сухановым открыл Стрельцовское (Тулукуйское) месторождение урана. В 1966 году они были признаны первооткрывателями совместно с партией № 324 Сосновской экспедиции (Л. П. Ищукова, Б. М. Журавлёв, Н. И. Роженцев).
Награждён орденом Трудового Красного Знамени (1971), знаками «Отличник разведки недр», «Первооткрыватель месторождения». Заслуженный геолог РСФСР (1984).
Умер 25 мая 2011 года в Чите.